# Internationaler Sozialistenkongress (1904)

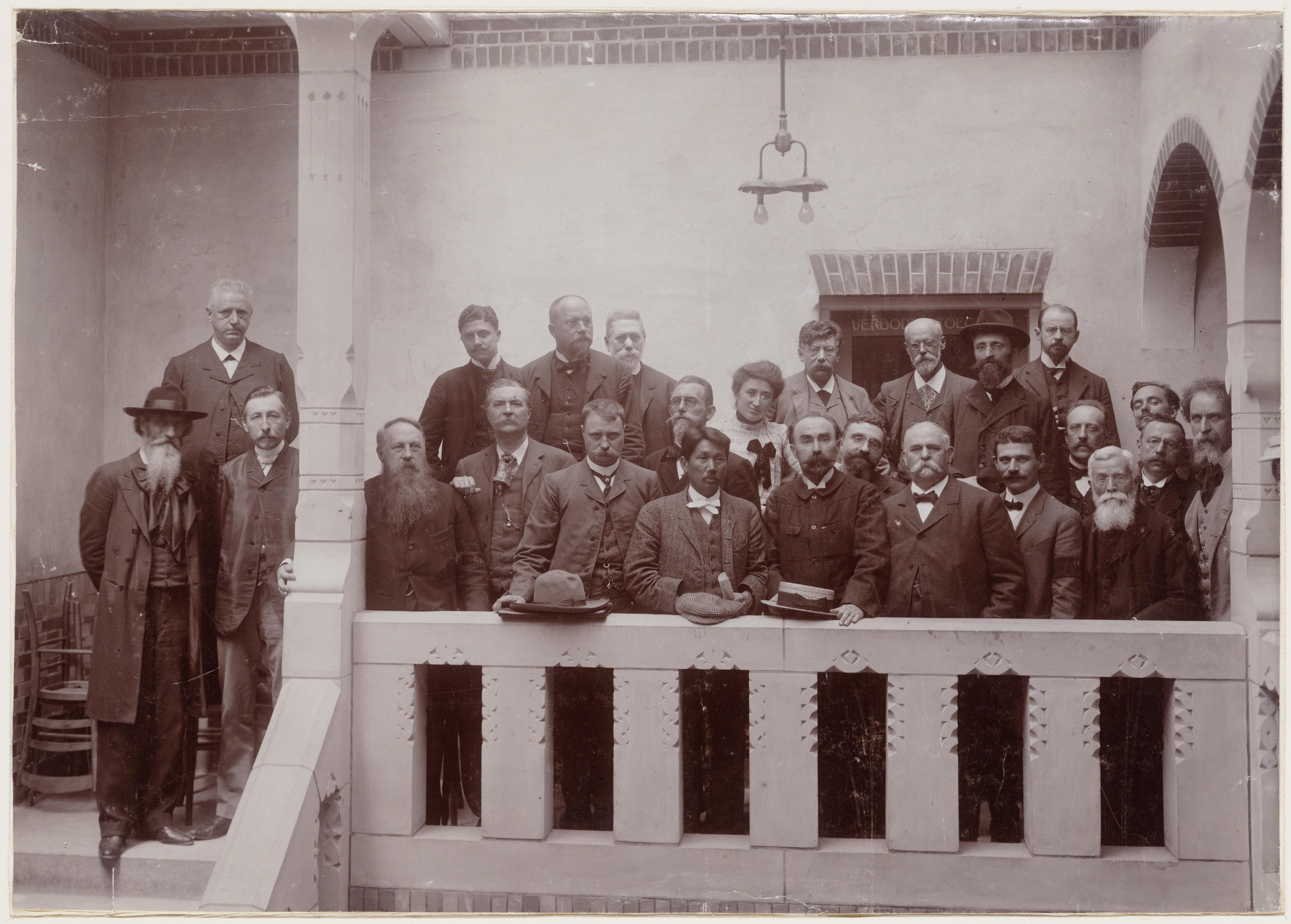

Der VI. Internationale Sozialistenkongress der zweiten Internationalen fand vom 14. bis 20. August 1904 in Amsterdam statt.

## Organisation
Auf dem Kongress vertreten waren 476 Delegierte aus 24 Ländern. Erstmals war auch ein Abgesandter aus Japan anwesend. Deutschland stellte 67 Delegierte, davon waren 25 Gewerkschafter.

## Tagesordnung
- Internationale Regeln der sozialistischen Politik, Resolution über die Taktik der Partei (Berichterstatter:  Émile Vandervelde)
- Kolonialpolitik (Berichterstatter: Henri van Kol)
- Generalstreik (Berichterstatterin: Henriette Roland Holst)
- Trusts und Arbeitslosigkeit; Sozialpolitik und Arbeiterversicherung (Berichterstatter: Hermann Molkenbuhr).

## Revisionismusdebatte
Von zentraler Bedeutung für den Kongress waren die Diskussionen über die Taktik der sozialistischen Parteien. Dabei ging es um die Frage, ob auch die Internationale den Beschluss des Dresdner Parteitages der SPD von 1903, der sich gegen den Revisionismus wandte, übernehmen sollte. Dabei kam es zu einem Rededuell zwischen August Bebel und Jean Jaurès. Bebel unterstützt von Rosa Luxemburg und Karl Kautsky warf Jaurès vor, reformistische Positionen zu vertreten. Jaurès seinerseits wies darauf hin, dass die beeindruckende Größe der SPD im Gegensatz zu deren tatsächlichem politischen Ohnmacht stände. Letztlich setzte sich Bebel in diesem Rededuell gegen Jaurès durch und der Beschluss von Dresden wurde auch für die Internationale angenommen.

## Generalstreik
In der Generalstreikfrage, wie sie in Deutschland in der Massenstreikdebatte diskutiert wurde, kam die Versammlung zum Ergebnis, dass ein vollständiger Generalstreik nicht durchführbar sei. Allerdings wird der politische Massenstreik für möglich gehalten. Dieser sollte als letztes Mittel eingesetzt werden, um zentrale gesellschaftliche Forderungen durchzusetzen oder schwerwiegende Angriffe auf Rechte der Arbeiter abzuwehren.

## Kolonialfrage
Die Versammlung einigte sich in der Kolonialfrage darauf, dass die sozialistischen Parteien alle imperialistischen und protektionistischen Gesetzentwürfe ablehnen sollten. Kolonialen Eroberungskriegen und militärischen Ausgaben für die Beherrschung der Kolonien sollten sie sich widersetzen. Auf die Regierungen sollte eingewirkt werden, um Schutzmaßnahmen zu Gunsten der indigenen Bevölkerung zu erreichen. Ziel von Kolonialreformen müsste es sein, den Völkern die Selbstverwaltung zu ermöglichen.

## Weitere Forderungen
Eine weitere Forderung des Kongresses war, dass die angeschlossenen Parteien mit Nachdruck das Frauenwahlrecht fordern sollten. Des Weiteren müssten die Parteien auf die Umsetzung von Kranken-, Unfall- und Invaliditätsversicherungen drängen. Zur Finanzierung sollten vor allem Steuern auf Vermögen, Einkommen und Erbschaften progressiv herangezogen werden.  
Der Kongress verpflichtete die angeschlossenen Parteien auch die Arbeitsruhe am 1. Mai anzustreben. Wo es ohne Schädigung der Arbeiterinteressen möglich sei, sollte die Arbeit an diesem Tag ruhen. Aus Sorge vor Repressalien etwa von Aussperrungen hat sich die deutsche Generalkommission der Gewerkschaften gegen diesen Beschluss ausgesprochen. Dem wachsenden Einfluss der Trusts sollten die Arbeiter ihre organisierte Macht gegenüberstellen. Da sich die Versammlung nicht über das Problem der Ein- oder Auswanderung einigen konnte, wurde dieses Thema auf den nächsten Kongress in Stuttgart vertagt.

## Gründung der SFIO
Am Rande des Kongresses kam es zur Vereinigung zweier sich bisher konkurrierend gegenüber stehenden französischen Parteien. Die eine war die marxistische Sozialistische Partei Frankreichs unter Jules Guesde. Die andere war die Französische Sozialistische Partei unter dem Revisionisten Jean Jaurès. Diese schlossen sich zur Section française de l’Internationale ouvrière (SFIO) zusammen.